# Željko Joksimović
Željko Joksimović (szerbül: Жељко Јоксимовић, Belgrád, Jugoszlávia, ma Szerbia, 1972. április 20.) szerb énekes, zeneszerző, zenész. A 2004-es Eurovíziós Dalfesztivál második, a 2012-es Eurovíziós Dalfesztivál harmadik helyezettje.

## Életpályája

### Kezdetek
Valjevóban nőtt fel. Első sikerét tizenkét évesen érte el, amikor megnyert egy rangos harmonikafesztivált Párizsban. A belgrádi Zeneművészeti Egyetemen diplomát szerzett, és 1997-ben elindította zenei karrierjét. 1998-ban megnyerte a Pjesma Mediterana versenyt a "Pesma Sirena" (Szirének zenéje) című dalával, ami lehetőséget adott neki, hogy részt vegyen több rangos fehérorosz fesztiválon. A szerb zenész elnyerte a Grand Prix díjat kétszer is ebben az országban.
Zenei tehetségét mutatja még, hogy tizenegy különböző hangszeren kiválóan játszik, mint például zongorán, harmonikán, gitáron, vagy dobon. Egyszer azt nyilatkozta, hogy az egyetlen hangszer, amin nem tudna megtanulni játszani, az a hegedű. Ezen kívül a görögöt, az oroszt, az angolt, a lengyelt, a franciát, valamint anyanyelvét, a szerbet folyékonyan beszéli.

### Amajlija, Vreteno és 111
1999-ben aláírta a City Records lemezszerződését, ami a szerb RTV Pink TV tulajdonában áll. Fiatal énekesként ismerték meg, de mint egy folk-pop művész vonult be a zenetörténelembe.Az első stúdióalbuma, melynek címe Amajlija a "Pesma Sirena" mellett hét másik szám volt hallható. Az igazán nagy sikere a "Telo Vreteno" című szólódal volt, amit ő maga és Dragan Brajić – Braja írt. A dal első helyezett lett a szerb popzenei slágerlistán, és nagy népszerűségre tett szert a többi volt jugoszláv köztársaságban is.
2000-ben már második stúdióalbumát jelentette meg, mely a Vreteno címet viseli. Más ismert szám az albumon a "Rintam", a "Gadura" és a "Petak na subotu". Két videóklipet forgattak az albumon található dalok közül.
2002-ben a 111 című albumot adta ki, ami szintén első lett a szerb listákon, és a régió többi országaiban is.
2003-ban írta a "Čija Si" című dalt a macedón zenei legendának, Tose Proeszkinek, amivel megnyerte a 2003-as Beoviziját. Ennek a műsornak a keretében került kiválasztásra 2004-től a szerb induló az Eurovíziós Dalfesztiválra. Mivel a szerbek ebben az évben még nem neveztek a versenyre, így nem indult el Proeszki, viszont 2004-ben képviselte hazáját, Macedóniát a Life című dallal.

### 2004-es Eurovíziós Dalfesztivál

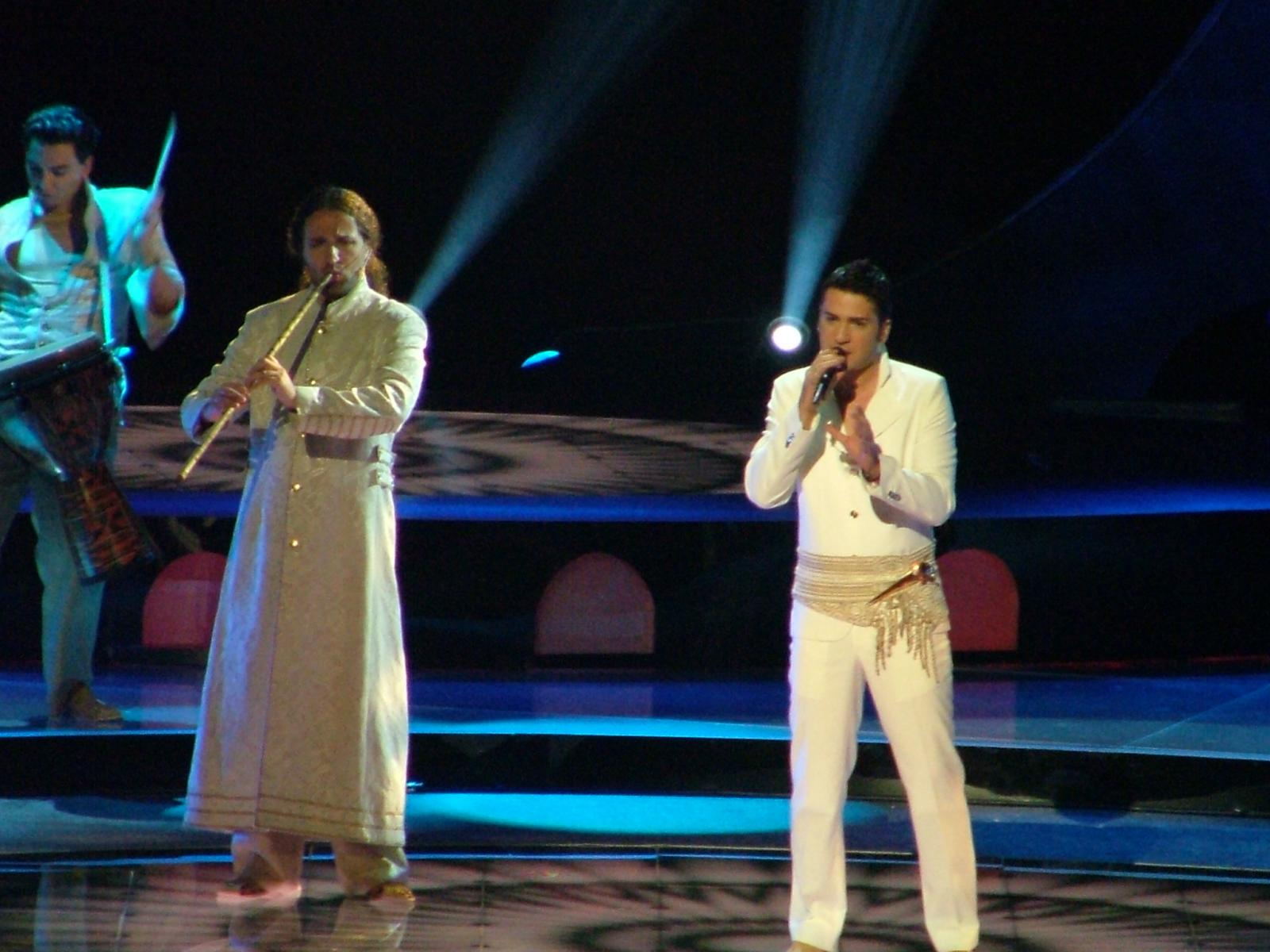
Joksimović Isztambulban énekli a „Lane Moje”-t

2004-ben küldött először versenyzőt Szerbia és Montenegró az Eurovíziós Dalfesztiválra. Az Evropesma műsor keretein belül választották ki Željko Joksimovićot és az ad hoc Orchestrát, a „Lane Moje” című dallal, aminek a zenéjét Ő maga, míg a szövegét Leontina Vukomanović szerezte.
Az elődöntőt megnyerve jutott be a verseny döntőjébe. Habár a döntőben a második helyet szerezte meg 263 ponttal az ukrán Ruszlana mögött, de megnyerte a „The Macel Bezencon Press Award”-ot ami nem más, mint az újságírók által adott legjobb zeneszerzőnek járó díj. A „Lane Moje” volt a legtöbbet eladott dal Szerbia és Montenegróban, sőt Európa többi részein is.

### IV és Platinum Collection

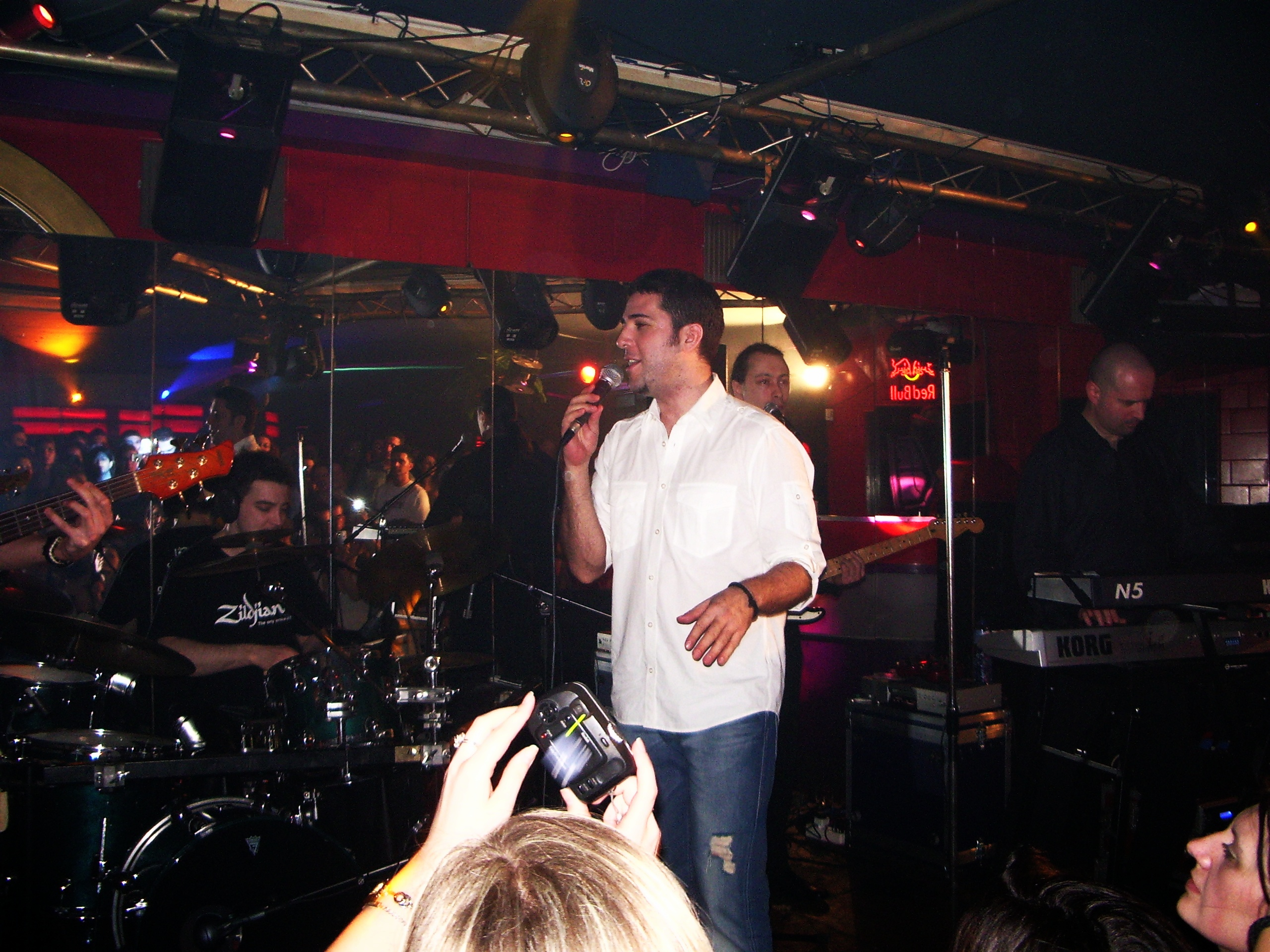
Željko egy nightclubban

A Dalfesztiválon elért sikere után még 2004-ben megalapította a Minacord Productiont. Azóta a saját stúdiójában dolgozik, és komponál. Ebben az időben jelentette meg a "Ledja o Ledja" (Vissza, vissza) című dalt, a mely több országban sláger lett, ahol Željko ismert. 2005-ben ismét részt vett az Eurovíziós Dalfesztivál szerbia és montenegrói előválogatóján, ahol mint dalszerző szerepelt. A "Jutro" (Reggel) című balladát írta Jelena Tomaševićnek. Úgy tűnt, hogy a dal szép helyezést fog szerezni az államközösségnek Kijevben, de végül nem Ő nyerte meg a nemzeti döntőt, hanem a montenegrói No Name együttes. 2005 októberében duettet írt, és énekelt az osztrák Tamee Harrisonnal. A dal, melynek a címe "I Live My Life For You" (Az életem érted élem) volt szerte Európában sláger lett. Nagyjából ekkor komponálta első film betétdalát, az "Ivkova Slava"-t (Ivko hírneve).
Ebben az évben jelent meg a negyedik albuma, mely a IV, vagy "Ima nešto u tom što me nećes" címet kapta. Az albumon popballadák, szerb folk zenei elemekkel is helyet kaptak. A CD-nek több, mint 800 000 eladott példánya volt az egykori Jugoszlávia területén.
2006-ban Ő komponálta a bosnyák Eurovíziós versenydalt, a Lejlát, melyet a Hari Mata Hari adott elő a verseny döntőjében, és érte el a bosnyákok eddigi legjobb eredményét, hiszen harmadikok lettek. Itt is elnyerte a legjobb zeneszerzőnek járó díjat.
2007-ben megjelent a második legnagyobb slágereit tartalmazó album, a Platinum Collection. Még ebben az évben előadta az összes dalát, egy nagy koncert keretein belül, 18 000 ember előtt, a Belgrád Arénában.

### 2008-as Eurovíziós Dalfesztiválés a Ljubavi

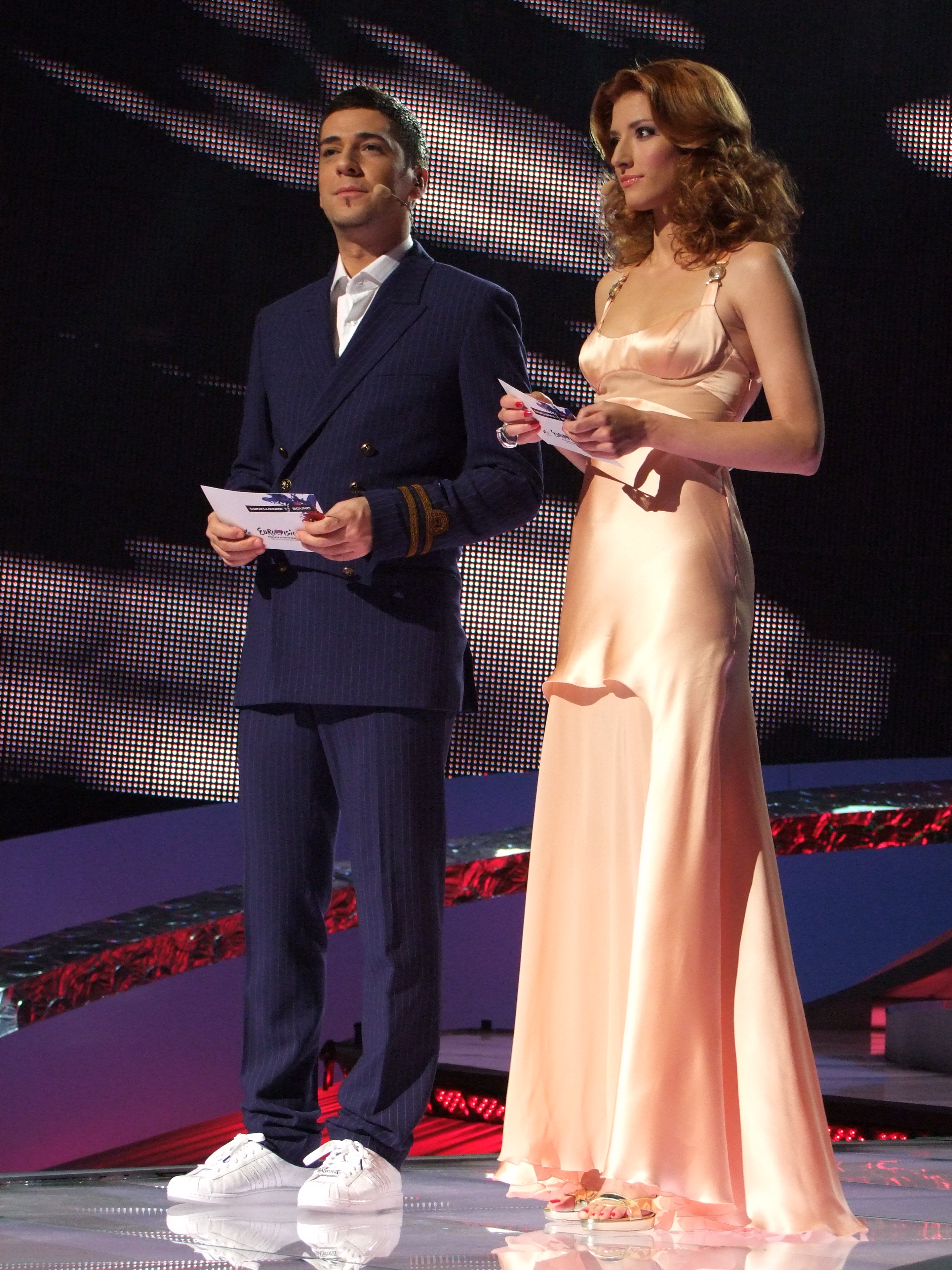
A 2008-as Eurovíziós Dalfesztivál házigazdájaként Jovana Jankovićtyal az első elődöntőben

2008 elején szintén írt egy dalt Jelena Tomaševićnek, a szerb nemzeti döntőre, a Beovizija 2008-ra, az Orót. A dal egy népballada, hagyományos, szerb népzenei elemekkel. Mivel a 2007-es Eurovíziós Dalfesztivált Szerbia nyerte meg, így a 2008-as rendezés joga rájuk hárult. 2008. március 24-én bejelentette a versenyt lebonyolító RTS, hogy Jovana Jankovićcsal oldalán, Ő is házigazdája lesz a versenynek Belgrádban. Így két szerep is jutott neki a versenyen, hiszen nem csak mint házigazda szerepelt, hanem a hazai versenydalt is maga szerezte. Az "Oro", melyet Jelena Bora Dugićcsal adott elő, a hatodik helyen végzett 160 ponttal, a huszonöt fős döntőben.
Egy év zenei szünet után kiadta 2009-ben ötödik nagylemezét, a Ljubavit, a Minacord és City Records jóvoltából. "Ljubavi" volt a címe annak a dalnak, amit az album megjelenése előtt kísérleti jelleggel piacra dobtak. Ez a dal aratott sikert a térségben. 2010 elején egy másik kislemez is készült az albumról, "Žena Za Sva Vremena" címmel.
2010. június 12-én adta legnagyobb koncertjét, az Asim Ferhatović Hase Stadiumban, Szarajevóban, Bosznia-Hercegovina fővárosában, ahol a 37 500 férőhelyes arénában – amit nagy koncertek esetén 80 000 fősre tudnak akár bővíteni – 40 000 emberrel szemben énekelt.

### 2012-es Eurovíziós Dalfesztivál
2011. november 18-án bejelentette az RTS, hogy Joksimović fogja képviselni Szerbiát a 2012-es bakui Eurovíziós Dalfesztiválon. 2012. március 10-én egy speciális műsor kereteiben bemutatta azt a dalt, melyet az Eurovízión adott elő; címe: Nije ljubav stvar. A második elődöntő első fellépőjeként a második helyen a döntőbe jutott, ahol 214 ponttal a harmadik helyet érte el. A verseny után azt nyilatkozta, hogy, mint szólóénekes, ez volt az utolsó szereplése az Eurovíziós Dalfesztiválon.

## Diszkográfia

### Stúdió albumok
- 1999 Amajlija [City Records]
- 2001 Vreteno [City Records]
- 2002 111 [City Records]
- 2005 IV [City Records]
- 2009 Ljubavi [Minacord / City]

### Élő album
- 2008 Željko Joksimović – Beogradska Arena Live [Minacord Records]

### Válogatások
- 2003 The Best Of Željko Joksimović
- 2007 Platinum Collection

### Kislemezek
- 2004 Željko Joksimović – Leđa o leđa [City Records]
- 2004 Željko Joksimović – Lane moje CD+DVD [PGP RTS]
- 2004 Željko Joksimović – Lane moje/Goodbye (maxi-single) [Warner Music Group]
- 2005 Željko Joksimović & Tamee Harrison – I live my life for you [Warner Music]
- 2007 Željko Joksimović – Devojka  [Minacord]
- 2007 Željko Joksimović – Nije do mene [Minacord]
- 2008 Željko Joksimović – Ono nase što nekad bejase [Minacord]
- 2012 Željko Joksimović – Nije ljubav stvar/Synonym [Minacord]
- 2013 Željko Joksimović – Ludak kao ja [Minacord]

### Duettek
- 2002 Haris Džinović – Šta će meni više od toga
- 2005 Dino Merlin – Supermen
- 2005 Tamee Harrison – I Live My Life For You

### Film betétdalok
- 2005 "Ivkova slava", (Željko Joksimović, Jelena Tomašević & Nikola Kojo) [Minacord – City Records]
- 2009 "Ranjeni Orao" [Minacord – City Records]

### Egyéb munkák
- 2003 Tose Proeszki – Čija Si – Zeneszerző: Željko Joksimović, Album: Dan Za Nas
- 2005 Nava Medina – Malah Shomer – Zeneszerző: Željko Joksimović
- 2006 Hari Mata Hari – Lejla – Zeneszerző: Željko Joksimović, Album: Lejla [Bosznia-Hercegovina]
- 2009 Halid Bešlić – "Miljacka" – Zeneszerző: Željko Joksimović, Album: Halid08 Bešlić
- 2008 Jelena Tomasevic – Oro – Zeneszerző: Željko Joksimović, Album: Oro [PGP -RTS]
- 2008 Eleftheria Arvanitaki – To Telos mas Des – Zeneszerző: Željko Joksimović, Album: Mirame Universal Music
- 2008 Melina Aslanidou – Poso – Zeneszerző: Željko Joksimović, Album: Best of – Sto dromo Sony BMG
- 2008 Nikola Tesla (csak zene) – Zeneszerző: Željko Joksimović és Jelena Tomasević Album: [Protasis]
- 2010 Safura – Drip Drop (Balkan Version) – Zeneszerző: Željko Joksimović/Anders Bagge/Stefan Örn, Album: It's My War [Azerbajdzsán]
- 2011 Lepa Brena – Biber – Zeneszerző: Željko Joksimović
- 2011 Lepa Brena – Ne bih bila ja – Zeneszerző: Željko Joksimović

## Fordítás
- Ez a szócikk részben vagy egészben  a(z)   Željko Joksimović című angol Wikipédia-szócikk fordításán alapul.  Az eredeti cikk szerkesztőit annak laptörténete sorolja fel. Ez a jelzés csupán a megfogalmazás eredetét és a szerzői jogokat jelzi, nem szolgál a cikkben szereplő információk forrásmegjelöléseként.

## Lásd még
- 2004-es Eurovíziós Dalfesztivál
- 2006-os Eurovíziós Dalfesztivál
- 2008-as Eurovíziós Dalfesztivál
- 2012-es Eurovíziós Dalfesztivál
- Szerbia és Montenegró az Eurovíziós Dalfesztiválokon
- Bosznia-Hercegovina az Eurovíziós Dalfesztiválokon
- Szerbia az Eurovíziós Dalfesztiválokon

## Külső hivatkozások
- A Lane Moje c. dalának előadása Isztambulban
- Supermen (Dino Merlinnel)
- I Live My Life For You (Tamee Harrisonnal)
- A Ranjeni Orao betétdala
- Beogradska Arena Live
- Nikola Tesla (instrumental)